# گنجینه ملی (ژاپن)
| Kofukuji Eastern Golden Hall | Eleven-faced Kannon (ekadaza mukha) | Pigeon on a peach branch, by Emperor Huizong of Song Northern Song Dynasty |

| Buddhist ritual gong stand (kagenkei) | Kaen type vessel found from Sasayama | Karamon (Ancient gate), Haiden (prayer hall), and Honden (Main hall) at Toshogu |

گنجینه ملی (به ژاپنی: 国宝, kokuhō)، باارزش‌ترین دارایی‌های فرهنگی ملموس ژاپن است که توسط دفتر امور فرهنگی (یک نهاد ویژه وزارت آموزش، فرهنگ، ورزش، علوم و فناوری تعیین و مشخص شده است). دارایی فرهنگی ملموس دارای ارزش تاریخی یا هنری است که به عنوان «ساختمان‌ها و سازه‌ها» یا «هنرهای زیبا و صنایع دستی» طبقه‌بندی می‌شود. هر گنجینه ملی باید طرز کار برجسته، ارزش بالا برای تاریخ فرهنگی جهان، یا ارزش استثنایی را نشان دهد.
تقریباً ۲۰٪ از گنجینه‌های ملی سازه‌هایی مانند قلعه ژاپنی، معابد بودایی در ژاپن، معبد شینتوییها یا اقامتگاه‌ها هستند. ۸۰ درصد دیگر نقاشی هستند. طومارها؛ سوتراs; آثار خوشنویسی; مجسمه‌های چوبی، برنزی، لاکی یا سنگی؛ صنایع دستی مانند سفالگری و ظروف لاکی کنده کاری؛ فلزکاری؛ شمشیر ژاپنی و منسوجات؛ و آثار باستانی و تاریخی. این اقلام از دوره ژاپن باستان تا اوایل مدرن قبل از دوره میجی، شامل قطعات قدیمی‌ترین سفال‌های جهان از اسناد و نوشته‌های دوره جومون و قرن نوزدهم است. نامگذاری قصر آکاساکا در سال ۲۰۰۹، کارخانه ابریشم تویمی‌اوکا در سال ۲۰۱۴ و از مکتب کایچی سه گنجینه ملی مدرن، پس از بازسازی می‌جی اضافه شد.
ژاپن یک شبکه جامع قوانین برای حفاظت، حفظ و طبقه‌بندی میراث فرهنگی خود دارد. توجه به خواص فیزیکی و ناملموس و حفاظت از آنها نمونه ای از شیوه‌های حفظ و بازسازی ژاپن است. روش‌های حفاظت از گنجینه‌های ملی تعیین‌شده شامل محدودیت در تغییرات، انتقال و صادرات، و همچنین حمایت مالی در قالب کمک‌های بلاعوض و کاهش مالیات است. دفتر امور فرهنگی به مالکان مشاوره در مورد مرمت، اداره و نمایش عمومی املاک ارائه می‌دهد. این تلاش‌ها با قوانینی تکمیل می‌شود که از محیط ساخته شده سازه‌های تعیین شده و تکنیک‌های لازم برای بازسازی آثار محافظت می‌کند.
منطقه کانسای، منطقه پایتخت ژاپن از دوران باستان تا قرن ۱۹، دارای بیشترین گنجینه‌های ملی است. کیوتو به تنهایی از هر پنج گنجینه ملی یکی را دارد. اموال هنرهای زیبا و صنایع دستی عموماً در مالکیت خصوصی یا در موزه‌ها هستند، از جمله موزه‌های ملی مانند موزه ملی توکیو، موزه ملی کیوتو، و موزه ملی نارا، موزه‌های عمومی استان‌های ژاپن و شهرداری‌های ژاپن، و موزه‌های خصوصی اقلام مذهبی اغلب در معابد و زیارتگاه‌های شینتو یا در موزه یا گنج‌خانه مجاور نگهداری می‌شوند.

## تاریخ

### زمینه و تلاش‌های اولیه حفاظتی

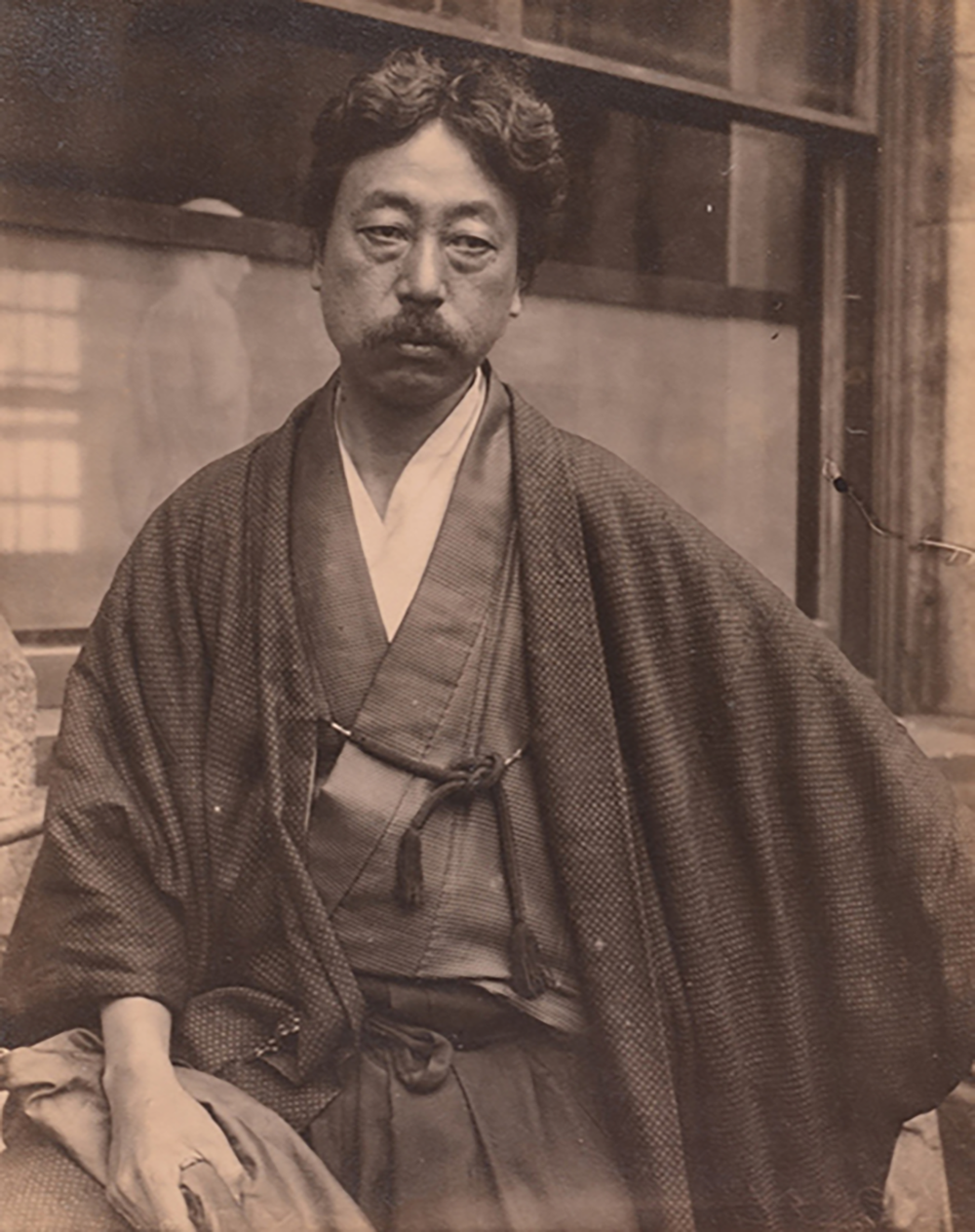
اوکاکورا کاکوزو

املاک فرهنگی ژاپن در اصل در مالکیت معابد بودایی، معبد شینتوییها و خانواده‌های اشرافی یا سامورایی بود.
تاریخ ژاپن به‌طور ناگهانی در سال‌های ۱۸۶۷–۱۸۶۸، زمانی که شوگون‌سالاری توکوگاوا با بازسازی می‌جی جایگزین شد، پایان یافت. در طول دوره بعدی هایبوتسو کیشاکو ("الغا کردن بودیسم و نابود کردن گوتاما بودا") ناشی از سیاست رسمی شینبوتسو بونری و جنبش‌های ضد بودایی در تبلیغ بازگشت به شینتو، بناها و آثار هنری بودایی ویران شدند. در سال ۱۸۷۱، دولت زمین‌های معابد را مصادره کرد که نمادی از نخبگان حاکم تلقی می‌شد. اموال متعلق به اربابان فئودال مصادره شد، قلعه‌ها و اقامتگاه‌های تاریخی ویران شدند، و حدود ۱۸۰۰۰ معبد بسته شد. در همین دوره، میراث فرهنگی ژاپن تحت تأثیر افزایش صنعتی شدن و غرب‌گرایی قرار گرفت. در نتیجه موسسات بودایی و شینتو فقیر شدند. معابد پوسیده شدند و اشیاء ارزشمند به خارج صادر شدند.
در سال ۱۸۷۱، دایجوکان فرمانی برای حفاظت از آثار باستانی ژاپنی به نام طرح حفاظت از آثار باستانی (古器旧物保存方 koki kyūbutsu hozonkata) صادر کرد. بر اساس توصیه‌های دانشگاه‌ها، این فرمان به بخش‌ها، معابد و زیارتگاه‌ها دستور داد تا فهرستی از ساختمان‌ها و هنرهای مهم تهیه کنند. با این حال. این تلاش‌ها در مواجهه با غرب‌زدگی رادیکال ناکارآمد بود. در در سال ۱۸۸۰، دولت بودجه ای را برای حفظ زیارتگاه‌ها و معابد باستانی اختصاص داد. تا سال ۱۸۹۴، ۵۳۹ زیارتگاه و معبد یارانه‌های دولتی برای انجام تعمیرات و بازسازی دریافت کردند.
پاگودا پنج طبقه از معبد دایگو، هوندو از توشودای-جی و هوندو از کیومیزو-درا نمونه‌هایی از ساختمان‌هایی هستند که در این دوره تعمیر شدند. بین سال‌های ۱۸۸۸ و ۱۸۹۷ یک نظرسنجی توسط کاکوزو اوکاکورا و ارنست فنولوسا برای ارزیابی و فهرست‌نویسی ۲۱۰۰۰۰ شی با ارزش هنری یا تاریخی طراحی شد. پایان قرن نوزدهم دوره تغییرات سیاسی در ژاپن بود زیرا ارزش‌های فرهنگی از پذیرش مشتاقانه ایده‌های غربی به علاقه تازه کشف شده به میراث ژاپنی تغییر پیدا کردند. تاریخ معماری ژاپن در برنامه درسی ظاهر شد و اولین کتاب‌ها در مورد تاریخ معماری منتشر شد، که توسط فهرست‌های تازه گردآوری شده ساختمان‌ها و هنرها برانگیخته شده و رونقی تازه پیدا کرد.